# Комісар державної безпеки 2-го рангу
Комісар державної безпеки 2-го рангу - спеціальне звання вищого начальницького складу  Головне управління державної безпеки (ГУДБ) НКВС і НКДБ СРСР в 1935-1945 роках. 
В 1935-1940 роках звання приблизно відповідало військовому званню Командарм другого рангу в сухопутних військах та в флагман флоту II рангу військово-морських силах. 
Попереднє більш низьке звання: комісар державної безпеки 3-го рангу, наступне більш високе звання: комісар державної безпеки 1-го рангу.

## Історія використання
Постановами ЦВК СРСР № 20 і РНК СРСР № 2256 від 7 жовтня 1935 року, оголошених Наказом НКВС СРСР № 319 від 10 жовтня 1935  були введені персональні спеціальні звання для начальницького складу ГУДБ НКВС СРСР. Серед цих спеціальних звань було звання комісар державної безпеки 2-го рангу. Комісар державної безпеки 2-го рангу був за рангом вище за комісара державної безпеки 3-го рангу, та нижче від комісара державної безпеки 1-го рангу. 
З числа осіб, яким було присвоєно дане спеціальне звання (20 осіб), майже всі були розстріляні або постраждали від репресій: 13 — в роки масових сталінських репресій, 5 — після смерті І. В. Сталіна.
Указом Президії Верховної Ради СРСР від 9 лютого 1943 року, вводилися нові спеціальні звання співробітників органів НКВС відповідні до загальновійськових (окрім вищого начальницького складу), а також вводився поділ на склади (вищий, старший, середній та молодший). Звання комісар державної безпеки 2-го рангу, відносилося до вищого начальницького складу, співпадаючи з армійським званням – генерал-полковник. Комісар державної безпеки 2-го рангу був за рангом вище за комісара державної безпеки 3-го рангу, та нижче від комісар державної безпеки 1-го рангу.
Указом Президії Верховної Ради СРСР від 6 липня 1945 року «Про звання, форму одягу і знаки розрізнення начальницького складу Народного Комісаріату Внутрішніх Справ і Народного Комісаріату Державної Безпеки СРСР» для начальницького складу НКВС та НКДБ вводилися звання аналогічні до встановлених для офіцерського та генеральського складів Червоної Армії. Комісари державної безпеки 2-го рангу були переатестовані на генерал-полковників.

## Знаки розрізнення
В 1924-1935 роках в органах держбезпеки для позначення посадових розрядів використовувалася система знаків розрізнення посадових рангів подібна до армійської. В цій системі молодший склад позначався певною кількістю трикутників на петлицях, середній склад — квадратів («кубарів»), старший склад — прямокутників («шпал»), вищий склад — ромбів. 
В 1935 році в ГУДБ НКВС вводяться персональні спеціальні звання, а також повністю змінюються знаки розрізнення. Спочатку для начскладу ГУДБ НКВС були прийняті тільки нарукавні знаки розрізнення. Для осіб середнього начскладу - червоні усічені трикутники (кількість - відповідно до звання). Дана система виявилася невдалою: нарукавні відзнаки були важкорозрізнювані, що призвело до повернення знаків розрізнення до петлиць. На петлицях  начальницького складу з’являються просвіти]], певного кольору. Середній та старший начальницькі склади мали сріблясті просвіти, вищий начальницький склад мав золотисті просвіти. Також на петлицях, в залежності від звання розташовувалася певні кількість сріблястих (старший склад), золотистих (вищий склад) п’ятипроменевих зірочок чи червоних емальованих трикутників (середній склад). Комісар державної безпеки 2-го рангу мав на петлицях з одним золотистим просвітом по чотири золотисті зірочки (три зірки на просвіті, а одна нижче), та чотири нарукавні шиті золотом зірки (три зірки горизонтально, а одна нижче).
З 1937 року в органах державної безпеки були введені знаки розрізнення армійського зразка (аналогічні вже використовувалися у військах НКВС). Нарукавні відзнаки були скасовані, був змінений вид петлиць. Петлиці встановлювалися двох видів: для гімнастерки або френча і для шинелі. Перші зберігали колишні форму і розмір, шинельні мали форму ромба з округленими увігнутими верхніми сторонами. Висота петлиці 11 см, ширина - 8,5 см, розміри шинельної петлиці: висота 13см, ширина 12,5 см. Колір петлиць залишався колишнім, крапові (темно-червоного) з малиновим кантом. Замість зірочок і кутників були встановлені знаки розрізнення, аналогічні прийнятим в РСЧА: ромби для вищого начскладу, прямокутники («шпали») - для старшого і квадрати («кубики») - для середнього. Комісари державної безпеки 2-го рангу, отримують на петлиці по чотири емальовані ромби, як на петлицях загальновійськового командарма 2-го рангу РСЧА.
В 1943 році в органах державної безпеки (як і в інших підрозділах НКВС/НКДБ так і в Червоній армії) відбувається уніфікація військових та спеціальних звань. Знаки розрізнення піддаються зміні, вони змінюють свій вигляд і їх починають розміщувати на нововведених погонах. Погони вищого начальницького складу державної безпеки були шестикутні та вкриті золотим галуном, з волошковими кантами. Галун викладався зигзагом, з волошковою стрічкою. Комісари державної безпеки 2-го рангу державної безпеки, отримують на погони по три великі срібні п’ятипроменеві зірки (така ж кількість зірочок була на погонах загальновійськового генерал-полковника Червоної армії.
1936-1945.
| 1936 | 1936 | 1937-43 | 1937-43 | 1943 | 1943-1945 |
| ---- | ---- | ------- | ------- | ---- | --------- |
|      |      |         |         |      |           |

## Список комісарів державної безпеки 2-го рангу

### 26.11.1935
- Бєльський Лев Миколайович (1889–1941), начальник Головного управління Робітничо-селянської міліції НКВС СРСР, розстріляний
- Гай Марк Ісаєвич (1898–1937), начальник Особливого відділу Головного управління державної безпеки НКВС СРСР, розстріляний
- Гоглідзе Сергій Арсентійович (1901–1953), народний комісар внутрішніх справ Грузинської РСР, генерал-полковник, розстріляний після смерті І. В. Сталіна
- Залін Лев Борисович (1897–1940), народний комісар внутрішніх справ Казахської РСР, розстріляний
- Кацнельсон Зиновій Борисович (1892–1938), заступник Народного комісара внутрішніх справ Української РСР, розстріляний
- Карлсон Карл Мартинович (1888–1938), начальник Управління НКВС по Харківській області, розстріляний
- Леплевський Ізраїль Мойсейович (1896–1938), Народний комісар внутрішніх справ Білоруської РСР, розстріляний
- Миронов Лев Григорович (1895–1938), начальник Економічного відділу Головного управління державної безпеки НКВС СРСР, розстріляний
- Молчанов Георгій Андрійович (1897–1937), начальник Секретно-політичного відділу Головного управління державної безпеки НКВС СРСР, розстріляний
- Паукер Карл Вікторович (1893–1937), начальник Оперативного відділу Головного управління державної безпеки НКВС СРСР, розстріляний
- Піляр Роман Олександрович (1894–1937), начальник Управління НКВС по Саратовському краю, розстріляний
- Слуцький Абрам Аронович (1898–1938), начальник Іноземного відділу Головного управління державної безпеки НКВС СРСР, отруєний, посмертно оголошений «ворогом народу»
- Шанін Олександр Михайлович (1894–1937), начальник Технічного відділу Головного управління державної безпеки НКВС СРСР, розстріляний

### 02.02.1939
- Павлов Карпо Олександрович (1895–1957), начальник Головного управління будівництва на Крайній Півночі НКВС СРСР, генерал-полковник

### 04.02.1943
- Абакумов Віктор Семенович (1908–1954), начальник Управління особливих відділів НКВС СРСР, генерал-полковник, розстріляний
- Кобулов Богдан Захарович (1904–1953), заступник Народного комісара внутрішніх справ СРСР, генерал-полковник, розстріляний
- Круглов Сергій Никифорович (1907–1977), заступник Народного комісара внутрішніх справ СРСР, генерал-полковник, пізніше позбавлений генеральської пенсії
- Сєров Іван Олександрович (1905–1990), заступник Народного комісара внутрішніх справ СРСР, генерал-полковник, в 1963 році розжалуваний у генерал-майори

### 21.02.1943
- Чернишов Василь Васильович (1896–1952), заступник Народного комісара внутрішніх справ СРСР, генерал-полковник.

06.07.1945 Указом Президії Верховної Ради СРСР «Про звання, форми одягу і знаки розрізнення начальницького складу Народного комісаріату внутрішніх справ і Народного комісаріату державної безпеки СРСР» спеціальні звання начскладу НКВС і НКДБ були замінені на загальновійськові військові звання. У зв'язку з цим проведена переатестація, по результатом якої постановою РНК СРСР № 1663 від 09.07.1945 військове звання генерал-полковника було присвоєно наступним комісарам державної безпеки 2-го рангу:
- Абакумову Віктору Семеновичу — начальнику Головного управління контррозвідки СМЕРШ НКО СРСР;
- Гоглідзе Сергію Арсенійовичу — начальнику УНКДБ по Хабаровському краю та Уповноваженому НКДБ по Далекому Сходу;
- Кобулову Богдану Захаровичу — 1-му заступнику наркома держбезпеки СРСР;
- Круглову Сергію Никифоровичу — 1-му заступнику наркома внутрішніх справ СРСР;
- ПАВЛОВУ Карпу Олександровичу — начальнику Гушосдор НКВС СРСР;
- Сєрову Івану Олександровичу — заступникові наркома внутрішніх справ СРСР, Уповноваженому НКВС СРСР по ГСОВГ та заступнику голови Радянської військової адміністрації в Німеччині у справах цивільної адміністрації;
- Чернишову Василю Васильовичу — заступнику наркома внутрішніх справ СРСР.

Надалі генеральські звання не присвоювалися до 1954 року.